# Juan Goytisolo Gay
Juan Goytisolo Gay (castellà: Juan Goytisolo)  (Barcelona, 5 de gener de 1931 - Marràqueix, 4 de juny de 2017) fou un escriptor i periodista català en castellà, germà dels també escriptors José Agustín i Luis Goytisolo Gay. Alhora, era oncle valencià de Joaquim Gay de Montellà i Ferrer-Vidal.
Provinent d'una família de la petita burgesia, residí a París, on treballà com a editor per a l'editorial Gallimard. Va impartir classes a diverses universitats americanes i fou articulista del diari El País. Des de 1997] vivia al Marroc, on l'Institut Cervantes va batejar amb el seu nom la biblioteca de la seva seu a Tànger. El 2008, el Ministeri de Cultura espanyol va atorgar-li el Premi Nacional de les Lletres Espanyoles en reconeixement de la seva trajectòria. Fou escollit guanyador del Premi Cervantes en l'edició del 2014.

## Biografia
Tercer de quatre fills (Marta, José Agustín, Juan i Luis), els seus pares eren Josep Maria Goytisolo i Taltavull i Júlia Gay i Vives, un matrimoni barceloní de classe mitjana. Aviat va conèixer les penúries de la guerra: fam i, molt especialment, la mort de la seva mare, a mitjans de març de 1938 en un bombardeig a Barcelona per part de l'aviació italiana, quan Juan només tenia set anys. Una vegada acabada la Guerra Civil, va estudiar al col·legi dels Jesuïtes de Sarrià i, posteriorment, al col·legi de la Bonanova dels Germans de les Escoles Cristianes. El 1948 va ingressar a la Universitat de Barcelona, on va començar la carrera de Dret amb la intenció d'esdevenir diplomàtic. Durant la seva època universitària va descobrir la literatura contemporània i va manifestar inequívocament el seu ateisme.
Malgrat que la seva afició literària el va animar a escriure novel·les des dels catorze anys, la seva primera obra publicada, Juegos de manos, és de 1954, data a la qual va abandonar la universitat. En un dels seus viatges a París, va conèixer Monique Lange, amb qui va compartir gran part de la seva vida. El 1956 va complir sis mesos de servei militar com a sergent a Mataró, fet que inspiraria elements dels relats La guardia i Aquí abajo, inclosos en el llibre Para vivir aquí. Aquell mateix any es va instal·lar a la capital francesa i va començar a treballar com a assessor literari a les Éditions Gallimard. A partir d'aquesta data va residir a diferents localitats de fora d'Espanya: París, Tànger, Marràqueix… Entre 1969 i 1975 va exercir de professor de literatura a universitats de Califòrnia, Boston i Nova York; d'aquesta època són les seves edicions de la novel·la picarescadel segle xvii Vida de Estebanillo González, hombre de buen humor i la combativa antologia de l'heterodox decimonònic José María Blanco White, escrita amb l'evident intenció subterrània d'atacar en doble lectura el tancat règim franquista, que va prohibir o va censurar diverses de les seves obres i va mantenir, per mitjà de la premsa oficial, una contínua hostilitat vers l'escriptor. En paraules del crític Jordi Amat, volia «destruir la tradició carca d'una pàtria zombi i invalidar la llengua castissa del sistema que ocultava la realitat de la misèria, la intolerància i la repressió».
Malgrat que sempre va mantenir unes fermes conviccions ideològiques que són indestriables de la seva obra, va mantenir-se sempre totalment independent d'organitzacions polítiques. Pel que fa a la seva relació amb Espanya, va cultivar una relació d'amor a la seva llengua i literatura alhora que un deliberat intent d'allunyament (intent que no sempre va ser capaç d'observar). Des de final dels anys 60, la seva passió pel món àrab es va integrar a les seves creacions fins a convertir-se en element fonamental de la seva obra, especialment de l'assagística.
Va cultivar l'assaig, la narrativa, el reportatge, la literatura de viatges i les memòries. La publicació de les seves obres fora d'Espanya en van fer un dels intel·lectuals espanyols més influents a l'estranger. Va publicar articles a la premsa espanyola, en particular a El País, mitjà del que va ser corresponsal de guerra a Txetxènia i Bòsnia. Va ser un crític de la civilització occidental, que va considerar des d'una òptica perifèrica. Des de la mort de la seva dona, Monique Lange, el 1996, va fixar la seva residència a Marràqueix. A la seva autobiografia en dos volums (Coto vedado i En los reinos de taifa), Goytisolo parla de com va saber que era homosexual i del seu diàleg íntim, intel·lectual i sincer amb Monique Lange (la dona de la seva vida) i amb Jean Genet (el seu gran mestre), i suposa, segons l'escriptor i expert en l'obra de Juan Goytisolo, Jorge Carrión, la seva gran aportació a la literatura testimonial de la llengua castellana.
La seva primera novel·la, Juegos de manos, va ser adaptada el 1980 pel realitzador Enzo Tarquini al telefilm italià Gioco di morte, del que Goytisolo és coguionista.
El compositor José María Sánchez-Verdú va adaptar lliurement la novel·la Las virtudes del pájaro solitario de Goytisolo a l'òpera El viaje a Simorgh, estrenada el 4 de maig de 2007 al Teatro Real de Madrid.

### Últims anys
El 2012 Juan Goytisolo va afirmar que deixava la narrativa per sempre: «És definitiu. No tinc res a dir i és millor que calli. No escric per diners ni al dictat dels editors». Va continuar, això sí, amb els assaigs literaris i va debutar en poesia. De la publicació del seu primer poemari va dir: «Són nou, ni un més ni un menys. Quan vaig deixar la narrativa van passar una mena de grup de cigonyes que em van deixar aquests poemes».
Va morir el 4 de juny de 2017 a Marràqueix, als 86 anys. Va ser enterrat el dilluns 5 de juny de 2017 al cementiri civil de Larraix, localitat a prop de Tànger. A la seva làpida es pot llegir: «Juan Goytisolo. Escriptor. Barcelona 1931-Marràqueix 2017». Al seu costat hi ha la tomba de l'escriptor Jean Genet, mort el 1986. A la cerimònia van prendre la paraula el seu marmessor, José María Ridao, l'arabista Lola López Enamorado i la seva traductora al francès, Alin Schulman, que va citar uns versos de Federico García Lorca: «Tardará mucho tiempo en nacer, si es que nace, un español tan claro y tan rico en aventuras». El conseller de cultura de l'ambaixada d'Espanya, Pablo Sanz, va parlar en representació de l'ambaixador Ricardo Díez-Hochleitner.

## Obra
Narrativa:
- Juegos de manos (1954).
- Duelo en el Paraíso (1955).
- El circo (1957). Trilogia El mañana efímero.
- Fiestas (1958). Trilogia El mañana efímero.
- La resaca (1958). Trilogia El mañana efímero.
- Para vivir aquí (1960). Contes
- La isla (1961).
- La Chanca (1962).
- Fin de Fiesta. Tentativas de interpretación de una historia amorosa (1962). Contes
- Señas de identidad (1966). Trilogia Álvaro Mendiola.
- Reivindicación del conde don Julián (1970). Trilogia Álvaro Mendiola.
- Juan sin Tierra (1975). Trilogia Álvaro Mendiola.
- Makbara (1980).
- Paisajes después de la batalla (1982).
- Las virtudes del pájaro solitario (1988).
- La cuarentena (1991).
- La saga de los Marx (1993).
- El sitio de los sitios (1995).
- Las semanas del jardín (1997).
- Carajicomedia (2000).
- Telón de boca (2003).
- Novelas y ensayo 1954 - 1959. Obras completas vol. I (2005).
- Obra completa vol. II (narrativa y relatos de viaje) (2006).
- Obras completas vol. III (novelas de 1966 a 1982) (2006).
- Obras completas vol. IV (novelas de 1988 a 2003) (2008).
- Obras completas vol. V (autobiografía y viajes al mundo islámico) (2008).

Assaig:
- Problemas de la novela (1959). Literatura.
- Furgón de cola (1967).
- España y los españoles (1979). Historia i política.
- Crónicas sarracinas (1982).
- El bosque de las letras (1995). Literatura.
- Disidencias (1996). Literatura.
- De la Ceca a la Meca. Aproximaciones al mundo islámico (1997).
- Cogitus interruptus (1999).
- El peaje de la vida (2000). Amb Sami Naïr.
- El Lucernario: la pasión crítica de Manuel Azaña (2004).
- La saga de los Marx (2005).
- Contra las sagradas formas (2007).
- Ensayos escogidos (2008).

Altres:
- Campos de Níjar (1954). Viatges
- Pueblo en marcha. Tierras de Manzanillo. Instantáneas de un viaje a Cuba (1962). Viatges
- Obra inglesa de Blanco White (1972). Edició.
- Coto vedado (1985). Memòries.
- En los reinos de taifa (1986). Memòries.
- Alquibla (1988). Guió.
- Estambul otomano (1989). Viatges.
- Aproximaciones a Gaudí en Capadocia (1990). Viatges
- Cuaderno de Sarajevo (1993). Viatges
- Argelia en el vendaval (1994). Viatges
- Paisajes de guerra con Chechenia al fondo (1996). Viatges
- Lectura del espacio en Xemaá-El-Fná (1997).
- El universo imaginario (1997).
- Diálogo sobre la desmemoria, los tabúes y el olvido (2000). Diàleg amb Günter Grass.
- Paisajes de guerra: Sarajevo, Argelia, Palestina, Chechenia (2001).
- Pájaro que ensucia su propio nido (2001). Articles
- Memorias (2002).
- España y sus Ejidos (2003).

Les seves obres han estat traduïdes per Peter Bush.